# اولگ پانکوف
اولگ پانکوف (انگلیسی: Oleg Pankov؛ زادهٔ ۲ اوت ۱۹۶۷ ‏(۵۷ سال)) دوچرخه‌سوار اهل اوکراین است. وی همچنین از دوچرخه‌سواران بازی‌های المپیک تابستانی ۱۹۹۶ بوده‌است.